# Shwak (distrikt)
Shwak är ett distrikt i Afghanistan. Det ligger i provinsen Paktia, i den östra delen av landet, 120 kilometer söder om huvudstaden Kabul.
Distriktet beräknades år 2022 ha cirka 6 000 invånare.